# Ставрианопулос, Дионисиос
Дионисиос Ставриано́пулос (греч.  Διονύσιος Σταυριανόπουλος , 1 января 1875, Филиатра — 3 февраля 1972, Филиатра) — полковник, позже Генерал-лейтенант греческой армии, участник Балканских войн, Первой мировой войны и Малоазийского похода греческой армии.

## Начало военной карьеры
Родился 1 января 1875 года в Филиатра Мессинии. Окончил школу унтер-офицеров в 1904 году в звании младшего лейтенанта пехоты.
Первоначально служил в картографической службе генштаба.
В 1909 году принял участие в антимонархическом офицерском движении.
В том же году был повышен в звание лейтенанта.
Принял участие в Балканских войнах, командуя 3-й ротой 21-го пехотного полка.
Командуя своей ротой, в феврале 1913 года прикрыл город Нигрита, Центральная Македония препятствуя вступлению туда болгарских войск, после чего отличился отбив внезапную атаку «союзных» болгарских войск в ночь с 20 на 21 февраля, за четыре месяца до начала Второй Балканской войны.
С началом Второй Балканской войны, 19 июня 1913 был ранен в бою при Сулово (Скепасто́).

## Первая мировая война
В 1916 году Д. Ставрианопулос был повышен в звание майора. В период Национального раскола (1915—1917), Ставрианопулос был сторонником премьер-министра Э. Венизелоса в вопросе вступления Греции в мировую войну на стороне Антанты.
11 августа 1916 года, майор Ставрианопулос, вместе с 8 другими офицерами, перебрался из города Кавала на остров Тасос, а оттуда в Салоники, где с единомышленниками офицерами городского гарнизона и гражданскими сторонниками Венизелоса провозгласили начало движения «Национальной обороны»,
После этого он вернулся на остров Тасос, где в ночь 29 августа, с помощью других офицеров, сумел убедить солдат VI дивизии не подчиняться офицерам-монархистам, которые были готовы сдать дивизию германо-болгарам. Дивизия перешла в Салоники и присоединилась к армии «Национальной обороны».
За этот его шаг, командование «Национальной обороны» наградило Ставрианопулоса золотой медалью.
Майор Ставрианопулос первоначально был назначен командиром батальона «Дивизии Серр».
В мае 1918 года, уже в звании подполковника, он возглавил 8-й полк «Дивизии Крита» в при Скра

## Малоазийский поход

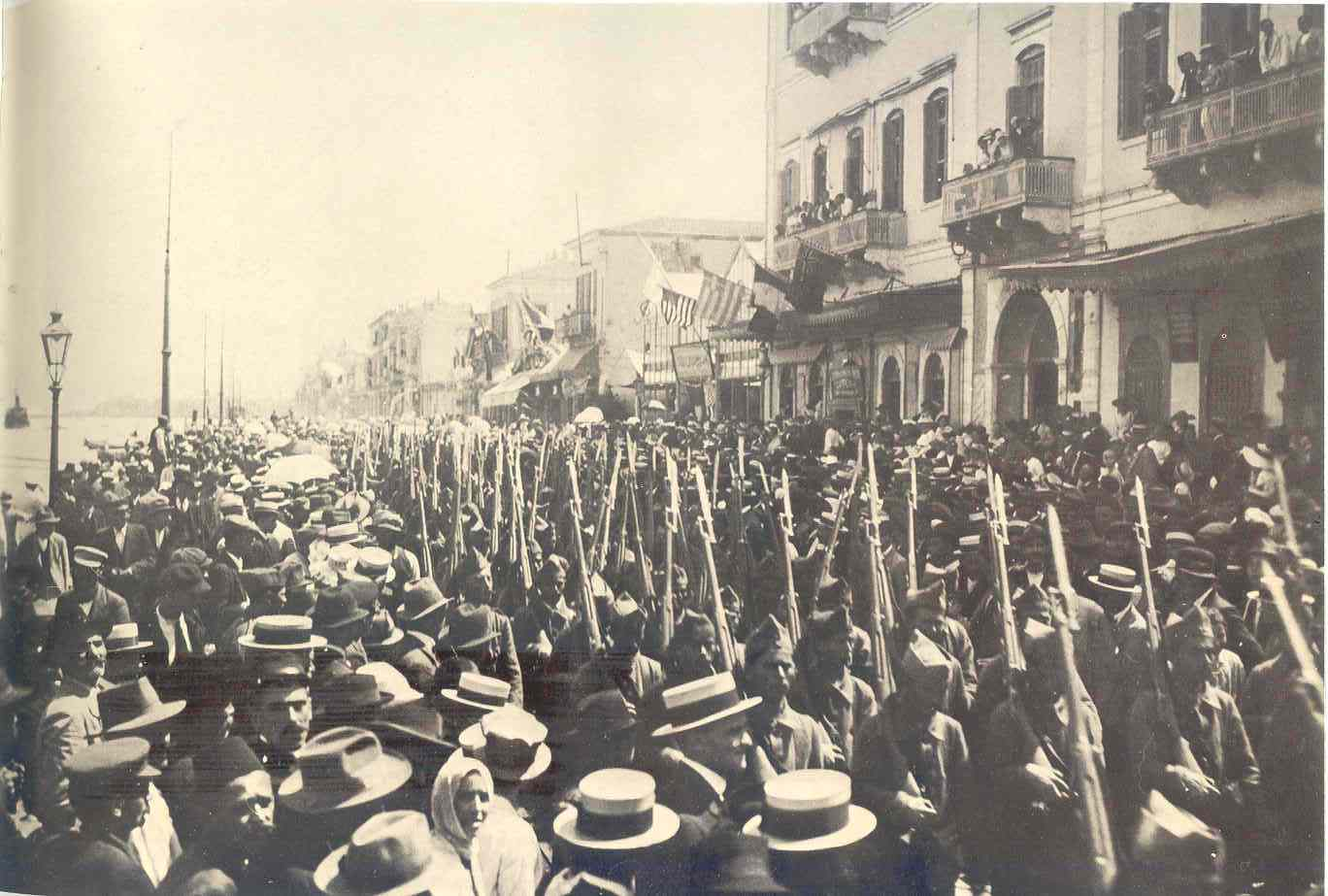
Высадка Первой дивизии в Смирне

Согласно 7-й статье Мудросского перемирия между Антантой и потерпевшей поражение Османской империей, союзники имели право на оккупацию любого города имеющего стратегическое значение. На Смирну претендовала Италия, которая после победы в итало-турецкой войне 1912 года контролировала юго-запад Малой Азии. Её войска уже находились южнее Измира. Чтобы ограничить амбиции Италии, союзники приняли решение предоставить оккупацию Измира Греции, о чём итальянцам было объявлено 12 мая 1919 года.
Для операции была задействована Ι греческая дивизия полковника Н. Зафириу.
Известие о том, что дивизия направлялась в Смирну вызвало взрыв энтузиазма у её личного состава.
Хотя речь шла о временной оккупации региона, греческие солдаты рассматривали событие как начало освобождения древних греческих земель Ионии и её коренного греческого населения. Отражая этот исторический факт, английский историк Дуглас Дейкин именует последовавший Малоазийский поход «Четвёртой Освободительной войной Греции»:333.
Высадка в Смирне состоялась 2/15 мая. Высадка предполагалась мирной. Одновременно с греческими войсками (12 тыс. человек) произвёл высадку небольшой англо-франко-американо-итальянский десант (800 человек), принявший от турок береговые укрепления. В турецких казармах находилось 3 тыс. солдат. С жандармами это составляло 4 тыс. вооружённых турок. Итальянцы не успокоились с потерей Смирны. Они вооружили лодочников и выпустили из тюрьмы всех уголовников.
Когда началась высадка и греческое население приветствовало своих освободителей, началась стрельба из лодок, а находившиеся в толпе уголовники наносили встречающим ножевые ранения. В дело подключились вооружённые турецкие солдаты и жандармы.
1/38 полк эвзонов, которым командовал Ставрианопулос оказался в эпицентре событий. Игнорируя предупреждения местного проводника, А. Лиаписа, Ставрианопулос провёл свой полк парадным строем перед губернским зданием и турецкими казармами:153.
Солдаты полка рассредоточились только после начала стрельбы и убийства знаменосца.
С помощью 4-го полка удалось навести порядок через час, взяв плен 540 турецких солдат, жандармов и 28 офицеров. 2 тысячам вооружённых турок удалось уйти, положив начало как турецкому сопротивлению, так и зверствам по отношению к безоружному греческому населению. Воспользовавшись беспорядками, итальянцы ещё раз запросили у союзников право на оккупацию Измира, но вновь получили отказ. Историк Т. Герозисис отмечает, что высадка была произведена «с некоторыми ошибками», что дало туркам возможность оказать «какое то сопротивление», «для создания впечатлений и обеспечения политических целей»:364.
Ставрианопулос был сочтён ответственным за то, что игнорировал указания проводника и провёл полк перед турецкими казармами. По требованию прибывшего в Смирну заместителя премьер-министра Э. Репулиса, он был отстранён от командования полком.
Однако военное командование не потеряло своего доверия к Ставрианопулосу и он был оставлен в Смирне.
В том же году Ставрианопулос был повышен в звание полковника. После чего и командуя 6-м полком «Дивизии Архипелага», в июне 1920 года он занял город Сома и завершил эту операцию участием в занятии города Пруса.
Между тем геополитическая обстановка изменилась коренным образом.
После дипломатических и военных побед Венизелос согласился на требование оппозиции провести выборы, уверенный в своей победе:A-187. Монархистская «Народная партия» провела предвыборную кампанию под лозунгом «мы вернём наших парней домой». Получив поддержку, значительного в тот период, мусульманского населения, на выборах 30 ноября 1920 года победила монархистская «Народная партия»:A-188.
Кадровые перестановки нового правительства и командования на этом этапе не затронули Ставрианопулоса, хотя он был известным сторонником Венизелоса.
Победа монархистов нанесла неожиданный и страшный удар внешнеполитическим позициям Греции и стала роковым событием для греческого населения Малой Азии. Союзники предупредили, что в случае возвращение в Грецию германофила короля Константина они первым делом прекратят всякую финансовую помощь:345 и заморозят все кредиты.
Возвращение в Грецию Константина освободило союзников от обязательств по отношению к Греции. Уинстон Черчилль, в своей работе «Aftermath» (стр. 387—388) писал: «Возвращение Константина расторгло все союзные связи с Грецией и аннулировало все обязательства, кроме юридических. С Венизелосом мы приняли много обязательств. Но с Константином, никаких. Действительно, когда прошло первое удивление, чувство облегчения стало явным в руководящих кругах. Не было более надобности следовать антитурецкой политике»:30.
Подпись представителей султанского правительства под Севрским соглашением уже ничего не означала. Бои с кемалистами приобрели характер войны, которую греческая армия была вынуждена вести уже в одиночку. Италия, а затем Франция, стали поддерживать кемалистов, что согласно современному английскому историку Д. Дакину было «прелюдией последовашего предательства». «Поправ вопиющим образом свои обязательства и подписи, они, кроме всего прочего, возмутительно игнорировали вопрос о судьбе греческих, а также армянских христиан»:347.
Правительство монархистов, в уже изменившейся геополитической обстановке приняло решение силой принудить кемалистов к миру.

Карта наступательных операций греческой армии до июля 1921 года.

Греческая армия предприняла в конце декабря 1920 — январе 1921 года малыми силами разведывательный рейд в направлении Эскишехира.
Ставрианопулос принял участие в этом рейде, командуя временным военным формированием VII дивизии «левой колонной» (6-й полк Дивизии Архипелага и 2/39 полк эвзонов, 4 дивизиона горной артиллерии).
«Дивизия Архипелага», в действительности только отряд полковника Ставрианопулоса вынудила XI турецкую дивизию отойти.
Крайней точкой греческого продвижения стали укреплённые позиции на высотах Ковалджа, которые были заняты 6-м полком «Дивизии Архипелага» полковника Ставрианопулоса в ходе штыковой атаки.
В марте греческая армия развернула «Весеннее наступление» в том же направлении. Полк Ставрианопулоса, который был переименован в 37-й полк, после жестоких боёв вновь занял Ковалджу.
Однако успех Ставрианопулоса не получил развития — кемалистам удалось остановить продвижение греческой армии.
Почти сразу после этого сражения Ставрианопулос был демобилизован по не совсем ясным причинам (в большинстве источников указывается «по политическим причинам».

## Межвоенные годы
Правление монархистов завершилось для греческой армии поражением в 1922 году, а для населения Ионии Малоазийской катастрофой.
Малоазийская катастрофа вызвала антимонархистское восстание армии сентября 1922 года. Король Константин был низложен.
Поскольку мирное соглашение ещё не было подписано и возобновление военных действий не просто не исключалось, но было на повестке дня, одной из первоочерёдных задач Революционного правительства было усиление пограничной, так называемой «Армии Эвроса». Под руководством генерала Пангалоса, была создана хорошо оснащённая и боеспособная армия в 100 тысяч штыков. Английский историк Д. Дакин пишет, что если бы в этот момент было бы принято решение о возобновлении военных действий, то «армия Эвроса» могла бы молниеносно вновь занять Восточную Фракию, дойти до Константинополя, и турки были не в состоянии остановить её:364.
Ставрианопулос был отозван в армию и принял командование XII дивизией, внеся свой вклад в организацию т. н. «Чуда Эвроса».
Однако Э. Венизелос, возглавивший греческую делегацию на Лозаннской мирной конференции, был склонен положить конец десятилетним войнам страны, использовал «Армию Эвроса» как угрозу и дипломатическое оружие, но подписался под оставлением Восточной Фракии в пределах нового турецкого государства.
После того как Венизелос поставил свою подпись под соглашением, адмирал А. Хадзикирьякос и генерал Пангалос послали Венизелосу следующую телеграмму «Мы вынуждены принять, ради чести Греции, это решение, несмотря на то, что оно было принято вразрез с чётким письменным указанием министру иностранных дел. Командующие армии и флота скорбят со вчерашнего дня и более не доверяют делегации».
После подписания соглашения и как результат финансового состояния страны после военного десятилетия, тысячи солдат и офицеров были демобилизованы, многие соединения были расформированы.
Однако Ставрианопулос был оставлен в армии, 6 августа 1926 года он был повышен в звание генерал-майора и возглавил только что созданный «Инспекторат пехоты».
В 1931 году он был командирован в генштаб, в качестве директора исторического департамента где в течение трёх лет был занят «докладом о войнах 1912—1913 годов».

## В отставке
В 1935 году Ставрианопулос был отправлен в отставку по возрасту, в звании генерал-лейтенанта.
Он был награждён многочисленными греческими и союзными (французскими и бельгийскими) орденами, включая Орден Почётного легиона.
Генерал Ставрианопулос умер в Филиатра в 1972 году.